# Сторонье (деревня)
Сторонье — деревня в Солецком районе Новгородской области России. В рамках организации местного самоуправления входит в Солецкий муниципальный округ. До 2020 года входила в состав Дубровского сельского поселения.
Малая родина Героя Советского Союза Ф. А. Харитонова.

## География
Деревня находится в западной части Новгородской области, в зоне хвойно-широколиственных лесов, в пределах Приильменской низменности, на левом берегу реки Мшаги, при автодороге 49К-2138.
Улица одна — Песчаная, являющаяся осевой доминантой деревни и частью региональной автодороги.

### Климат
Климат района характеризуется как умеренно континентальный, влажный, с нежарким коротким летом и умеренно холодной зимой. Среднегодовая многолетняя температура воздуха составляет 4,4 °С. Средняя многолетняя температура самого холодного месяца (января) составляет −7,5 °С (абсолютный минимум — −38 °C); самого тёплого месяца (июля) —17,9 °C (абсолютный максимум — 33 °C). Безморозный период длится около 139 дней. Среднегодовое количество атмосферных осадков — 571 мм, из которых большая часть выпадает в тёплый период. Снежный покров держится в течение 126 дней.

## Население
| 2010 |
| ---- |
| 2    |

Согласно результатам переписи 2002 года, в национальной структуре населения русские составляли 100 % из 4 чел.

## Известные уроженцы, жители
- Харитонов, Фёдор Алексеевич (1903—1973) — советский военный лётчик, Герой Советского Союза.

## Инфраструктура
Личное подсобное хозяйство с зоной сельскохозяйственного использования, индивидуальная застройка усадебного типа.

## Достопримечательности, памятные места
Братская могила советских воинов.

## Транспорт
Остановка общественного транспорта «Сторонье».